# When People Were Shorter and Lived Near the Water
I When People Were Shorter and Lived Near the Water furono un gruppo rock psichedelico statunitense originario di New York, attivo tra il 1986 ed il 1996.
Il gruppo, guidato da Kim Rancourt, era specializzato nelle scomposizione e rielaborazione di brani di artisti famosi come quello d'esordio Bobby, dedicato al cantautore pop Bobby Goldsboro o il successivo, Porgy, rilettura ironica dell'opera Porgy and Bess di George Gershwin. Hanno pubblicato i loro lavori per l'etichetta Shimmy Disc di Mark Kramer.
Hanno condiviso i palchi con altri gruppi dell'etichetta come King Missile, Bongwater e Shockabilly.

## Formazione
- Kim Rancourt – voce, flauto(1986–1996)
- Joe Defilipps – voce, trombone (1986–1996)
- David Raymer – chitarra, tastiere, voce (1986–1996)
- Bob Meetsma – chitarre, banjo, sassofono, voce (1986–1996)
- Mitch Strassberg – basso (1986–1988)
- Ron Spitzer – batteria (1986–1988)
- Dave Rick – basso, chitarra, voce (1988–1996)
- David Licht – batteria (1988–1996)
- Chris Xefos – tastiere, tuba, fisarmonica, voce (1989–1996)

## Discografia

### Album
- Bobby (1989)
- Porgy (1991)
- Bill Kennedy's Showtime (1994)

### EP
- When People Were Shorter and Lived Near the Water (1987)
- Uncle Ben (1988)
- Tiny EP (1990)